# Tipo 63 (transporte blindado de personal)
El Tipo 63 (designación industrial YW531) es un vehículo transporte blindado de personal chino que entró en servicio a finales de los años 1960. Fue el primer vehículo blindado diseñado en China sin ayuda soviética. El diseño es simple y comparable a otros transportes blindados de personal (APC) de su época como el M113.
Norinco produjo aproximadamente 8.000 de todos los tipos y variantes. También equipa a varios ejércitos en todo el mundo y ha participado en diferentes conflictos, incluida la guerra de Vietnam, la guerra sino-vietnamita, la guerra entre Irán e Irak y la guerra del Golfo.